# Gilberto William Fabbro
Pour les articles homonymes, voir Fabbro.
Gilberto William Fabbro, né le 30 mars 1977 à Foz do Iguaçu, est un ancien joueur de football brésilien qui évoluait au poste de milieu offensif.

## Biographie
Il a évolué pour l'Operário Ferroviário de Ponta Grossa.

## Palmarès
- Athletico Paranaense
  - Vainqueur du Championnat du Paraná en 1998 et 2001

- Gama
  - Champion du Brésil de Série B en 1998

- Figueirense
  - Vainqueur du Championnat de Santa Catarina en 2002